# Cotulades leucospila
Cotulades leucospila is een keversoort uit de familie somberkevers (Zopheridae). De wetenschappelijke naam van de soort werd in 1845 gepubliceerd door Frederick William Hope.